# Yves Leterme
Yves Camille Désiré Leterme (Wervik, 6 de Outubro de 1960) é um político belga, antigo ministro-presidente da Flandres, ex-ministro flamengo da Agricultura e Pescas e ex-primeiro-ministro da Bélgica.
Leterme governou o país entre março e dezembro de 2008, quando declarou a sua renúncia e de todo seu Governo ao Rei Alberto II, pressionado pela maior crise nas instituições financeiras da história do país, envolvendo a venda do grupo Fortis ao BNP Paribas. No momento mantém-se interinamente no cargo, até à escolha de seu sucessor. O Rei Alberto designou Herman Van Rompuy para assumir o cargo, que assumiu em 30 de dezembro de 2008.
Em 25 de novembro de 2009, Yves volta a ser designado primeiro-ministro em consequência da eleição de Herman van Rompuy como Presidente do Conselho Europeu, cujo mandato terminpu a 6 de dezembro de 2011, devido ao facto de Leterme ir assumir o cargo de vice-secretário-geral da OCDE.